# Машук (остановочный пункт)
Машук — остановочный пункт Минераловодского региона Северо-Кавказской железной дороги, находящийся в городе Пятигорск Ставропольского края на электрифицированном участке железнодорожной линии «Минеральные Воды — Кисловодск».
Соседними станциями и остановочными пунктами являются Иноземцево, а также Лермонтовский. С Машука можно уехать только на пригородном поезде, потому что поезда дальнего следования остановку не осуществляют. Не все электрички прибывают сюда ежедневно.
С платформы Машук самый короткий путь до открывшегося в 2022 году Центра знаний «Машук». Перейдя трассу Пятигорск − Минеральные воды, с автобусной остановки на маршрутном транспорте № 16 три остановки до конечной остановки у входа на территорию центра. С конечной остановки также можно попасть на территорию Перкальского дендропарка.

## Электрички по станции Машук
По состоянию на 2023 год расписание электричек станции Машук содержит 46 электропоездов (пригородных поездов): из них 38 рейсов ежедневно отправляются со станции Машук и 8 рейсов только по некоторым дням. Минеральные Воды, Кисловодск, Железноводск — основные населенные пункты, откуда прибывают электрички на платформу Машук. В среднем в расписании на станции Машук интервал между электричками составляет 22 минут для прибывающих электропоездов и 22 минут для отправляющихся.